# Colomascirtus lindae
Espèce
Statut de conservation UICN

 VU B1ab(iii) : Vulnérable
Synonymes
- Hyla lindae Duellman & Altig, 1978
- Hyloscirtus lindae Faivovich, Haddad, Garcia, Frost, Campbell, and Wheeler, 2005

Colomascirtus lindae est une espèce d'amphibiens de la famille des Hylidae.

## Répartition
Cette espèce se rencontre entre 2 000 et 2 600 m d'altitude sur le versant amazonien de la cordillère des Andes :
- dans le sud de la Colombie dans les départements de Caquetá et de Putumayo ;
- en Équateur dans les provinces de Sucumbíos, de Napo, de Tungurahua, de Morona-Santiago.

## Étymologie
Cette espèce est nommée en l'honneur de Linda Trueb.

## Publication originale
- Duellman & Altig, 1978 : New Species of Tree Frogs (Family Hylidae) from the Andes of Colombia and Ecuador. Herpetologica, vol. 34, no 2, p. 177-185.